# Brachyneurina peniophorae
Brachyneurina peniophorae är en tvåvingeart som beskrevs av Harris 1979. Brachyneurina peniophorae ingår i släktet Brachyneurina och familjen gallmyggor. Inga underarter finns listade i Catalogue of Life.